# Actias aliena
Actias aliena (en japonés Ōmizuao (オオミズアオ?)) es una especie de lepidóptero de la familia Saturniidae. Se encuentra en Japón. Las alas tienen un color de fondo azulado a azul verdoso amarillento, que es más amarillento en las generaciones de verano, pero siempre con una densa cobertura de escamas. La fascia es bastante distinta y a veces ligeramente ondulada, especialmente en las alas traseras. Se ha secuenciado su genoma mitocondrial.

## Subespecies
- Actias aliena aliena (Butler, 1879)
- Actias aliena sjoeqvisti Bryk, 1949

## Galería

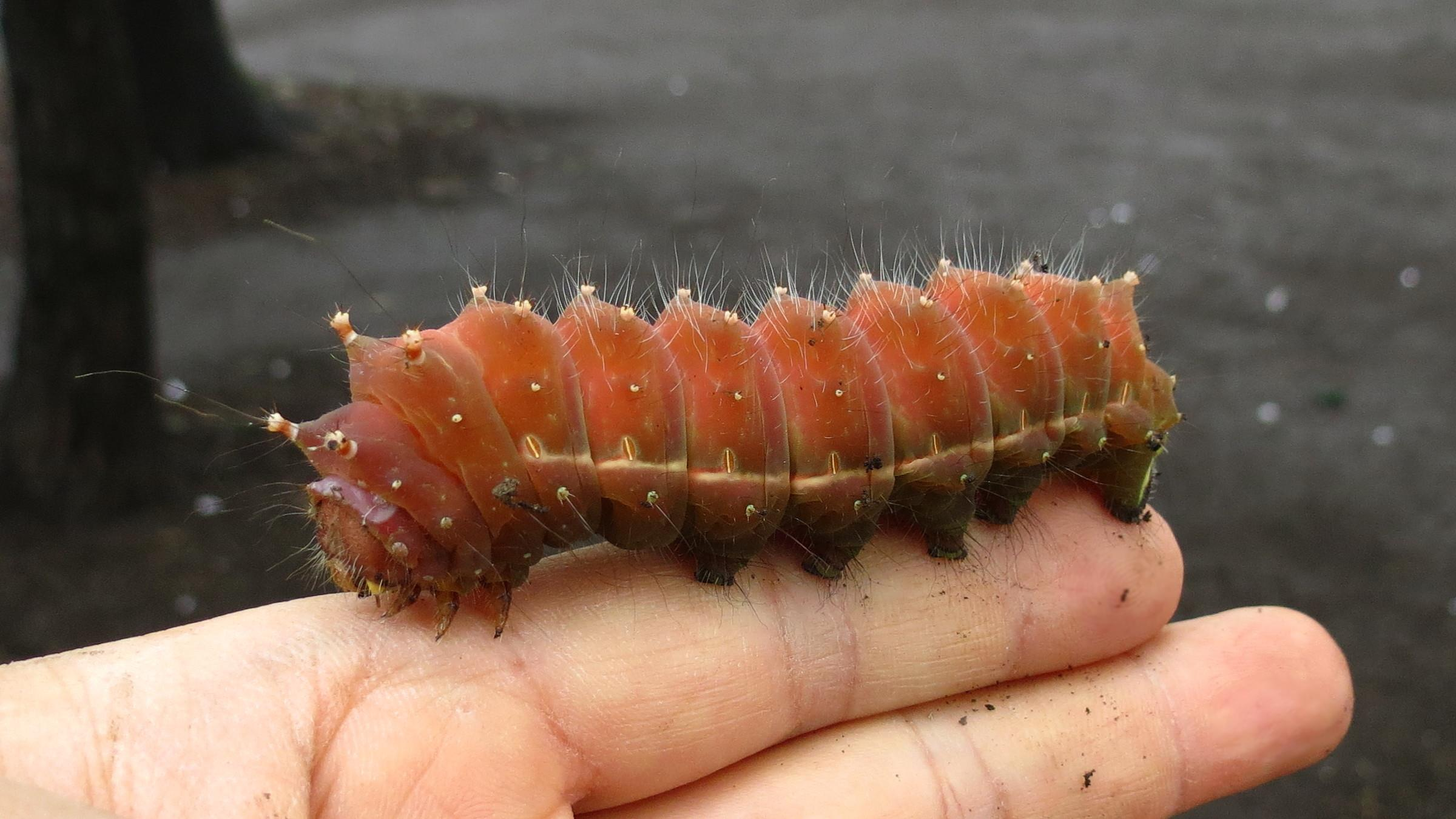
Larva (color del cuerpo justo antes del estadio de pupa)